# Красный Камень (Злынковский район)
Красный Камень — посёлок в Злынковском районе Брянской области, в составе Вышковского городского поселения. 
 Расположен в 1,5 км от границы с Белоруссией, в 6 км к юго-западу от посёлка Вышков, в 1,5 км к северу от бывшего села Камень (от которого и происходит название посёлка). Постоянное население с 2004 года отсутствует.
Вблизи посёлка проходит трасса Брянск — Кобрин; на ней расположен пункт таможенного контроля Красный Камень, где стыкуются российская автодорога А240 и белорусская М10.

## История
Возник в 1920-х гг.; до 1954 года входил в Каменский сельсовет, в 1954—2005 гг. — в Добродеевском сельсовете.
| Годы      | 1926 | 1979 | 1989 | 2002 | 2010 |
| --------- | ---- | ---- | ---- | ---- | ---- |
| Население | 290  | 78   | 57   | 3    | 0    |